# 渔郎站
41°27′1.44″N 129°39′29.16″E / 41.4504000°N 129.6581000°E
漁郎站（韓語：어랑역）是朝鮮民主主義人民共和國咸鏡北道漁郎郡漁郎邑的一個鐵路車站，属于平罗线。

## 邻近车站
平羅線
漁大津站 - 漁郎站 - 龙岘站